# Liste der Baudenkmale in Parsau
In der Liste der Baudenkmale in Parsau sind alle Baudenkmale der niedersächsischen Gemeinde Parsau aufgelistet. Die Quelle der Baudenkmale ist der Denkmalatlas Niedersachsen. Der Stand der Liste ist der 10. Januar 2023.

## Allgemein
In den Spalten befinden sich folgende Informationen:
- Lage: die Adresse des Baudenkmales und die geographischen Koordinaten. Kartenansicht, um Koordinaten zu setzen. In der Kartenansicht sind Baudenkmale ohne Koordinaten mit einem roten Marker dargestellt und können in der Karte gesetzt werden. Baudenkmale ohne Bild sind mit einem blauen Marker gekennzeichnet, Baudenkmale mit Bild mit einem grünen Marker.
- Bezeichnung: Bezeichnung des Baudenkmales
- Beschreibung: die Beschreibung des Baudenkmales. Unter § 3 Abs. 2 NDSchG werden Einzeldenkmale und unter § 3 Abs. 3 NDSchG Gruppen baulicher Anlagen und deren Bestandteile ausgewiesen.
- ID: die Objekt-ID des Baudenkmales
- Bild: ein Bild des Baudenkmales, ggf. zusätzlich mit einem Link zu weiteren Fotos des Baudenkmals im Medienarchiv Wikimedia Commons. Wenn man auf das Kamerasymbol klickt, können Fotos zu Baudenkmalen aus dieser Liste hochgeladen werden:

## Parsau

### Gruppe: Kirche und Schule
Die Gruppe hat die ID 33920638. Inmitten des Ortskerns von Parsau stehende Kirche mit benachbarter Schule 

| Lage                                     | Bezeichnung    | Beschreibung | ID       | Bild |
| ---------------------------------------- | -------------- | --- | -------- | ---- |
| Hauptstraße 52° 32′ 9″ N, 10° 53′ 28″ O  | Christuskirche | Kleiner dreijochiger Saalbau auf rechteckigem Grundriss unter im Osten abgewalmten Satteldach. An Längsseiten hohe Rundbogenfenster. Im Osten auf quadratischem Grundriss errichteter giebelständiger Turm aus Sandsteinmauerwerk unter Satteldach und spitzem Turmhelm mit Schieferdeckung. Schallöffnungen in Sandsteingewänden als einzelne Öffnungen sowie Bi- und Triforien auf jeweiliger Geschossebene. | 33935982 |      |
| Hauptstraße 52° 32′ 10″ N, 10° 53′ 29″ O | Schule         | Zweigeschossiger traufständiger Ziegelbau auf hohem Sockel unter Satteldach. Symmetrisch gegliederte Fassade mit übergiebelten straßenseitigen Mittelrisalit, rückwärtig giebellos. Zierziegelsetzungen zur Fassadengliederung. Unterkellert sowie mit mittigem, über Treppe erschlossenen Haupteingang. | 33936008 |      |

### Gruppe: Forstgehöft
Die Gruppe hat die ID 33920655. Forstgehöft bestehend aus Wohnhaus, Scheune, Stallscheune, dem Backhaus als Fachwerkbauten, erbaut vermutlich um 1807, südöstlich von Parsau. Das Backhaus gehört zur Gemeinde Giebel.

| Lage                                      | Bezeichnung | Beschreibung | ID       | Bild |
| ----------------------------------------- | ----------- | --- | -------- | ---- |
| Zum Giebel 1 52° 30′ 58″ N, 10° 55′ 29″ O | Wohnhaus    | Zweigeschossiger Fachwerkbau unter Halbwalmdach. Giebelfassaden mit vertikaler Holzverbretterung. Mit jüngeren Anbauten. | 33936103 |      |
| Zum Giebel 1 52° 30′ 58″ N, 10° 55′ 27″ O | Scheune     | Eingeschossiger Fachwerkbau unter Halbwalmdach. Erdgeschossfassade im Westen und Norden massiv aus rotem Backstein, im Südwesten mit Ziegelbehang. Hofseitig Zwerchhaus mit Ladeluke.                                                            | 33936059 |      |
| Zum Giebel 1 52° 30′ 57″ N, 10° 55′ 27″ O | Stall       | Eingeschossiger Fachwerkbau, teilweise mit verputzten Gefachen, teilweise backsteinsichtig, auf Werksteinsockel unter Krüppelwalmdach. Hofseitig Stalltüren sowie annähernd mittigen Längseinfahrt mit darüberliegenden Zwerchhaus mit Ladeluke. | 33936081 |      |

### Einzelbaudenkmale
| Lage                                         | Bezeichnung | Beschreibung | ID       | Bild |
| -------------------------------------------- | ----------- | --- | -------- | ---- |
| Ackerende 2 52° 32′ 0″ N, 10° 53′ 29″ O      | Wohnhaus    | Zweigeschossiger traufständiger winkelförmiger Ziegelbau aus gelben Klinker auf hohen Sandsteinquadersockel unter Satteldach. Symmetrisch gegliederte Fassaden mit Ziegelziersetzungen, Ecklisenen und Rundbogenfenstern. An Traufenseite zur Hauptstraße mittiger Haupteingang zwischen von zwei Säulen getragener Bogenarchitrav und Zwerchhaus unter Satteldach. | 33935957 | BW   |
| Wilhelmstraße 1 52° 31′ 59″ N, 10° 53′ 28″ O | Wohnhaus    | Zweigeschossiger traufständiger Fachwerkbau auf hohen Sandsteinquadersockel unter flachen Krüppelwalmdach. Fassaden mit Zierfachwerk und traufenseitigen übergiebelten Mittelrisalit. Abgeschrägte turmartige Gebäudeecke mit in Schiefer gedecktem Spitzdach. | 33936034 | BW   |

## Croya
| Lage                                              | Bezeichnung | Beschreibung | ID       | Bild |
| ------------------------------------------------- | ----------- | --- | -------- | ---- |
| Alte Bahnhofstraße 7 52° 32′ 51″ N, 10° 54′ 17″ O | Wohnhaus    | Zweigeschossiger traufständiger Fachwerkbau auf hohem Sockel unter Satteldach. Symmetrisch gegliederte Fassade mit Andreaskreuzen, übergiebelten Mittelachse mit verziertem Freigespärre und zurückliegenden zweiflügeligen Hauseingangstür. Gefache straßenseitig verputzt, Giebelseiten backsteinsichtig.  | 33935779 | BW   |
| Im Dorfe 13 52° 32′ 44″ N, 10° 54′ 18″ O          | Wohnhaus    | Eingeschossiges traufständiges Fachwerkhaus mit Backsteinausfachung auf hohen Sandsteinquadersockel unter Satteldach. Mittiges Zwerchhaus, Seitenwände mit Schiefer verkleidet, Zierfachwerk und Freigespärre. Aufwändig hölzern gestalteter zurückliegender Hauseingangsbereich sowie Fensterverkleidungen. | 33935825 | BW   |